# Тројка (кратки филм)
„Тројка ” је српски кратки филм из 1999. године. Режирао га је Милош Ђукелић који је заједно са Вуком Ршумовићем написао и сценарио.

## Улоге
| Глумац              | Улога    |
| ------------------- | -------- |
| Катарина Жутић      | Катарина |
| Небојша Миловановић | Боки     |
| Саша Али            | Никола   |